# Silke Hans
Silke Hans (* 1980) ist eine deutsche Soziologin und Hochschullehrerin an der Georg-August-Universität Göttingen.

## Leben und Wirken
Hans studierte ab 1999 Soziologie an der Universität Potsdam. Nach Auslandsaufenthalten am Mount Holyoke College, dem Amherst College und an der University of Massachusetts machte sie 2004 in Potsdam ihren Abschluss. Anschließend nahm sie eine Tätigkeit als wissenschaftliche Mitarbeiterin am Lehrstuhl für Makrosoziologie von Jürgen Gerhards an der Freien Universität Berlin auf. Dort wurde sie im Dezember 2008 mit der Schrift Assimilation oder Segregation? Anpassungsprozesse von Einwanderern in Deutschland promoviert. In der Folge verblieb sie noch bis 2012 als Mitarbeiterin am Lehrstuhl von Gerhards. 2013 wurde sie von der Freien Universität Berlin zur Juniorprofessorin für Soziologie mit Schwerpunkt Migrationsforschung ernannt. Seit 2014 hat Hans einen ordentlichen Lehrstuhl für Soziologie mit Schwerpunkt Migration und Ethnizität an der Universität Göttingen inne.

## Forschung und Lehre
Hans’ Forschungsschwerpunkte liegen im Bereich der Migrationssoziologie und der Transnationalisierungsprozesse. In diesen Bereichen hat sie einige Forschungsprojekte abgeschlossen, so etwa das Teilprojekt Werthaltungen und Zugehörigkeit als Prädikatoren von Integration im Rahmen des vom Bundesbildungsministerium geförderten Projekts Affektive und kulturelle Dimensionen von Integration infolge von Flucht und Zuwanderung oder das von der Deutschen Forschungsgemeinschaft geförderte Projekt Transnationales Humankapital und soziale Ungleichheit. Ländervergleichende Erweiterung und qualitative Vertiefung.

## Schriften (Auswahl)
- Assimilation oder Segregation? Anpassungsprozesse von Einwanderern in Deutschland. Springer VS, Wiesbaden 2010, ISBN 978-3-531-16966-8 (zugleich Dissertation: FU Berlin, 2008).
- mit Jürgen Gerhards und Sören Carlson: Klassenlage und transnationales Humankapital. Wie Eltern der Mittel- und Oberschicht ihre Kinder auf die Globalisierung vorbereiten. Springer VS, Wiesbaden 2016, ISBN 978-3-658-12538-7.
  - englische Ausgabe: Social class and transnational human capital. How middle and upper class parents prepare their children for globalization. Routledge, Taylor & Francis Group, London/New York 2017, ISBN 978-1-138-23202-0.